# Lasse Benny
Lasse Benny artistnamn för Lars Georg Bergman, född 6 december 1923 i Karlslunda församling Kalmar län, död 14 mars 1992 i Hägerstens församling, var en svensk kompositör och musiker (dragspel). Han medverkade i den svenska filmen 100 dragspel och en flicka.

## Källhänvisningar
1. ↑  Lasse Benny på Svensk Filmdatabas